# Rebild Skovhuse
Rebild Skovhuse er navnet på en række gårde og huse langs Rebild Skovhusevej, Brodsøvej og Stendalsvej, 1 km sydøst for Rebild og 2 km sydvest for Skørping. Den afgrænses af Mosskov mod øst og Sønderskov mod sydvest. Bebyggelsen ligger i Skørping Sogn, Hellum Herred, 1970-2007 Nordjyllands Amt, fra 2007 Region Nordjylland.
Navnet optræder i 1506 som Rebildskou.